# コガネノソラ
コガネノソラ（欧字名:Koganeno Sora、2021年5月6日 - ）は、日本の競走馬。主な勝ち鞍に2024年のクイーンステークス。
馬名の意味は、「黄金の空」。

## 経歴

### 2歳（2023年）
2023年8月5日の新潟競馬場5R・メイクデビュー新潟(芝1800m)で、柴田大知騎手を鞍上にデビューするもファーヴェントの3着に敗れる。8月20日の新潟競馬場1R・2歳未勝利戦(芝1600m)もキャットファイトの2着に敗れさらに9月18日の中山競馬場4R・2歳未勝利戦(芝1800m)ではサトノオラシオンの4着になるが、10月9日の東京競馬場3R・2歳未勝利戦(芝1800m)でこれまでの3戦で騎乗していた柴田大知騎手から横山武史騎手に乗り替わると鮮やかな逃げ切りで初勝利を挙げた。

### 3歳（2024年）
4月6日中山芝1800mの3歳1勝クラスで始動。中団追走から直線で抜け出すと最後はグランカンタンテに半馬身差をつけ2勝目を挙げる。4月28日に行われたスイートピーステークスでは中団待機から直線で鋭く脚を伸ばすと、先に抜け出したニシノティアモをクビ差で差し切り3勝目となりオークスへの優先出走権を獲得する。5月19日に行われたオークスでは終始後方のまま見せ場なく12着と大敗を喫した。7月28日のクイーンステークスは最軽量となる51kgの斤量で出走。道中は中団を追走、4コーナーを過ぎて直線に向いたところから末脚を伸ばし、0.1秒以内に5頭が集まる接戦を制した。

## 競走成績
以下の内容は、netkeiba.comおよびJBISサーチの情報に基づく。
| 競走日     | 競馬場 | 競走名        | 格   | 距離（馬場）  | 頭 数 | 枠 番 | 馬 番 | オッズ （人気） | 着順 | タイム （上り3F） | 着差 | 騎手        | 斤量 [kg] | 1着馬（2着馬）                      | 馬体重 [kg] |
| ---------- | ------ | ------------- | ---- | ------------- | ----- | ----- | ----- | --------------- | ---- | ----------------- | ---- | ----------- | --------- | ----------------------------------- | ----------- |
| 2023.08.05 | 新潟   | 2歳新馬       |      | 芝1800m（良） | 13    | 3     | 3     | 006.20（2人）   | 03着 | R1:51.2（34.0）   | -0.4 | 0柴田大知   | 55        | ファーヴェント                      | 438         |
| 0000.08.20 | 新潟   | 2歳未勝利     |      | 芝1600m（良） | 9     | 4     | 4     | 003.00（2人）   | 02着 | R1:34.8（34.2）   | -0.3 | 0柴田大知   | 55        | キャットファイト                    | 440         |
| 0000.09.18 | 中山   | 2歳未勝利     |      | 芝1800m（良） | 11    | 3     | 3     | 004.90（3人）   | 04着 | R1:49.6（34.7）   | -0.7 | 0柴田大知   | 55        | サトノオラシオン                    | 438         |
| 0000.10.09 | 東京   | 2歳未勝利     |      | 芝1800m（稍） | 9     | 4     | 4     | 004.20（2人）   | 01着 | R1:48.6（34.6）   | -0.3 | 0横山武史   | 55        | （ポッドテオ）                      | 440         |
| 2024.04.06 | 中山   | 3歳1勝クラス  |      | 芝1800m（稍） | 8     | 5     | 5     | 002.20（1人）   | 01着 | R1:48.3（35.2）   | -0.1 | 0横山武史   | 55        | （グランカンタンテ）                | 446         |
| 0000.04.28 | 東京   | スイートピーS | L    | 芝1800m（良） | 13    | 4     | 5     | 007.20（6人）   | 01着 | R1:45.6（34.1）   | -0.0 | 0石川裕紀人 | 55        | （ニシノティアモ）                  | 448         |
| 0000.05.19 | 東京   | 優駿牝馬      | GI   | 芝2400m（良） | 18    | 3     | 5     | 019.00（7人）   | 12着 | R2:25.2（35.0）   | -1.2 | 0石川裕紀人 | 55        | チェルヴィニア                      | 448         |
| 0000.07.28 | 札幌   | クイーンS     | GIII | 芝1800m（稍） | 14    | 7     | 12    | 009.60（5人）   | 01着 | R1:47.4（34.8）   | -0.0 | 0丹内祐次   | 51        | （ボンドガール）                    | 454         |
| 0000.10.13 | 京都   | 秋華賞        | GI   | 芝2000m（良） | 15    | 5     | 8     | 027.40（9人）   | 09着 | R1:58.0（35.2）   | -0.9 | 0坂井瑠星   | 55        | チェルヴィニア                      | 444         |
| 0000.11.30 | 京都   | チャレンジC   | GIII | 芝2000m（良） | 15    | 4     | 6     | 015.20（8人）   | 08着 | R1:59.5（36.2）   | -1.3 | 0丹内祐次   | 53        | ラヴェル                            | 446         |
| 2025.01.25 | 小倉   | 小倉牝馬S     | GIII | 芝2000m（良） | 18    | 7     | 14    | 012.40（5人）   | 03着 | 01:58.6（35.5）   | -0.2 | 0横山武史   | 55        | フェアエールング シンティレーション | 460         |

- 競走成績は2025年1月25日現在

## 血統表
| コガネノソラの血統          | コガネノソラの血統                  | コガネノソラの血統  | （血統表の出典） | （血統表の出典） |
| 父 ゴールドシップ 2009 芦毛 | 父の父ステイゴールド 1994 黒鹿毛    | *サンデーサイレンス | Halo             | Halo             |
| 父 ゴールドシップ 2009 芦毛 | 父の父ステイゴールド 1994 黒鹿毛    | *サンデーサイレンス | Wishing Well     |                  |
| 父 ゴールドシップ 2009 芦毛 | 父の父ステイゴールド 1994 黒鹿毛    | ゴールデンサッシュ  | *ディクタス      | *ディクタス      |
| 父 ゴールドシップ 2009 芦毛 | 父の父ステイゴールド 1994 黒鹿毛    | ゴールデンサッシュ  | ダイナサッシュ   |                  |
| 父 ゴールドシップ 2009 芦毛 | 父の母ポイントフラッグ 1998 芦毛    | メジロマックイーン  | メジロティターン | メジロティターン |
| 父 ゴールドシップ 2009 芦毛 | 父の母ポイントフラッグ 1998 芦毛    | メジロマックイーン  | メジロオーロラ   |                  |
| 父 ゴールドシップ 2009 芦毛 | 父の母ポイントフラッグ 1998 芦毛    | パストラリズム      | *プルラリズム    | *プルラリズム    |
| 父 ゴールドシップ 2009 芦毛 | 父の母ポイントフラッグ 1998 芦毛    | パストラリズム      | トクノエイティー |                  |
| 母 マイネヒメル 2009 栗毛   | 母の父*ロージズインメイ 2000 青鹿毛 | Devil His Due       | Devil's Bag      | Devil's Bag      |
| 母 マイネヒメル 2009 栗毛   | 母の父*ロージズインメイ 2000 青鹿毛 | Devil His Due       | Plenty O'Toole   |                  |
| 母 マイネヒメル 2009 栗毛   | 母の父*ロージズインメイ 2000 青鹿毛 | Tell a Secret       | Speak John       | Speak John       |
| 母 マイネヒメル 2009 栗毛   | 母の父*ロージズインメイ 2000 青鹿毛 | Tell a Secret       | Secret Retreat   |                  |
| 母 マイネヒメル 2009 栗毛   | 母の母*コスモチェーロ 2003 栗毛     | Fusaichi Pegasus    | Mr.Prospector    | Mr.Prospector    |
| 母 マイネヒメル 2009 栗毛   | 母の母*コスモチェーロ 2003 栗毛     | Fusaichi Pegasus    | Angel Fever      |                  |
| 母 マイネヒメル 2009 栗毛   | 母の母*コスモチェーロ 2003 栗毛     | Shorwon             | Buena Shore      | Buena Shore      |
| 母 マイネヒメル 2009 栗毛   | 母の母*コスモチェーロ 2003 栗毛     | Shorwon             | April Wonder     |                  |
| 母系(F-No.)                 | (FN:F14-e)                          | (FN:F14-e)          | (FN:F14-e)       |                  |
| 5代内の近親交配             | Halo 4×5                            | Halo 4×5            | Halo 4×5         |                  |
| 出典                        | 1.                                  | 1.                  | 1.               | 1.               |

- 叔父にウインマーレライ（2014年ラジオNIKKEI賞）、叔母にウインマリリン（2022年香港ヴァーズなど重賞4勝）、姪にコラソンビート（2023年京王杯2歳ステークス）がいる。